# Begonia alcarrasica
Espèce
Begonia alcarrasica est une espèce de plantes de la famille des Begoniaceae.
Ce bégonia est originaire de  Cuba. L'espèce fait partie de la section Begonia ; elle a été décrite en 1989 par le botaniste Jorge Sierra. L'épithète spécifique, alcarrasica, signifie « d'Alcarraza » et fait référence à une localité de la Sierra Maestra, dans la province de Santiago de Cuba.